# 瓜洲镇
瓜洲镇是中国江苏省扬州市邗江区的一个历史文化名镇，位于长江北岸、古运河入江口、润扬长江大桥北端，是历代联系大江南北的咽喉要冲，著名的千年古渡。

## 历史

### 江心沙洲
瓜洲最初为长江中流沙冲积而成的水下暗沙，随江潮涨落时隐时现，出现在汉朝以后，因形状如瓜而得名，又称瓜步或瓜埠。晋朝露出水面，成为长江中四面环水的沙洲，岛上逐渐形成渔村、集镇。

### 千年古渡
此后由于泥沙淤积，到唐代中期已经与北岸陆地相连，成为长江北岸的渡口。开元年间，齐澣开伊娄河二十五里，连接原有运河，从扬子津南至瓜洲通长江。从此瓜洲作为南北向运河与东西向长江十字形黄金水道的交汇点，漕运（南方的粮食北运京城）与盐运（沿海两淮盐场的海盐西运内陆）要冲，帆樯如织，无数客旅经此南来北往，迅速发展为江边巨镇。自唐末，瓜洲渐有城垒。此后，长江主航道逐渐南移，瓜洲与京口之间的距离也越来越近。
宋金对峙时期，瓜洲成了战争前线，在瓜洲建都巡检营廨，宋军曾在此击败南侵的金主完颜亮。南宋乾道四年，瓜洲开始筑城。
明代，在瓜洲设置了同知署、工部分司署、管河通判署。明代瓜洲城周长一千五百四十三丈九尺，高二丈一尺。在瓜洲城东门外另筑有“鬼柳城”。这一时期，瓜洲城内大型建筑、私宅花园、庵庙、楼、亭、厅、堂等多达数十处。有建于明代万历年间的大观楼；有建于明代正统年间的江淮胜概楼；以及观潮亭、江风山月亭、曲江亭等。
清代设瓜洲巡检司署、操江都御史行台、都督府、提督府等。乾隆二十三年（1758年）将巡视南漕御史置移瓜洲。清代设巡检行署、漕运府、都督府等。到清末城坍前，城内共有十四坊。其第九坊有民数十间建在城上，故曰九坊城。城里有东、西、南、北大街、镇庙大街、青石街、越河街等，城外设有瓜洲铺、扬子桥铺、皂角林铺、花家园铺、四里铺、八里铺，每铺司兵五名。并包括：翠屏洲、柳城、扬子桥镇、施家桥镇、邗阳镇、六濠口、七濠口、八濠口、大口市、陈家湾市。当时活跃于全国的徽商这样评价全国的各大城市：“今之所谓都会者，则大之而为两京，江、浙、闽、广诸省（会）。次之而为苏、松、淮、扬诸府，临清、济宁诸州，仪真、芜湖诸县，瓜州、景德诸镇”。
清代康熙、乾隆二帝六次南巡时，均曾驻跸瓜洲，并在锦春园设有行宫，昔日乾隆皇帝赞美锦春园而题诗的御碑，至今尚保存完好。

### 坍江之后
清康熙末年，由于长江中在仪征、瓜洲之间涨出了北新洲，致使长江江流北移，镇江、扬州段长江开始出现南岸淤涨、北岸坍塌的情形，南岸的镇江附近涨出大片江滩、沙洲，北岸的瓜洲则成为顶冲点，江岸开始不断坍塌，到1895年（光绪二十一年），瓜洲全城最终全部坍入江中，昔日的繁华街市，连同众多的名园佳景，一同付诸江流。
民国初年，兴建新城，即如今的瓜洲镇。
清末瓜洲全城坍入江中以后，原城西北的四里铺，江滨渡口仍系南北交通枢纽，沿河形成江口街、江口后街、关下街、陈家湾街、高桥街、商会街，逐步和老四里铺相连形成了瓜洲“四里长街”。
1949年1月底，解放军攻占扬州，而瓜洲仍为国军在长江北岸的最后据点，直到4月23日，解放军开始渡江作战后，瓜洲才与镇江，南京同日被解放军占领。此后，瓜洲一度属扬州市管理，1950年，瓜洲划归江都县，设瓜洲区公所，下辖8乡镇。1956年，瓜洲隶属邗江县。1958年，邗江县与扬州市合并，瓜洲镇和运西乡合并，成立了扬州市瓜洲人民公社。1963年，邗江县与扬州市重新分开。1966年，瓜洲镇与运西乡分开，建立瓜洲镇人民委员会。1981年4月取消革命委员会，成立了瓜洲镇人民政府。1983年，生产大队改为村民委员会，瓜洲镇辖五个村民委员会和三个居民委员会。2002年瓜洲镇和运西乡合并，成立扬州市瓜洲镇人民政府。
1978年，兴建了瓜洲汽渡。2005年5月1日，润扬长江大桥通车。瓜洲的重要性有所上升。2003年，扬州市制订的城市总体规划，把瓜洲作为城市副中心。

## 地理
瓜洲位于北纬32度02分，东经119度04分。南与镇江市区隔江相望，北距扬州市区17千米，西距仪征市化纤工业联合公司19千米，东距扬州港5千米。
瓜洲镇镇域面积46.18平方千米，人口58000人，辖11个行政村、3个社区居委会。镇区沿古运河两岸依南北向布置。瓜洲镇辖11个行政村：瓜洲、冻青、红庙、运西、明星、蒋庄、东石、戚桥、建华、鞠庄、军桥，和3个社区居委会：陈家湾、四里铺、西八里铺。
瓜洲地区系由全新世以来长江携带的泥沙沉积，古沙洲并岸，与河漫滩组成的冲击低平原，地势极为平坦，地面真高在2.42——4.2米之间，大部分为3.22—3.3米。河网稠密。
瓜洲地区地处北亚热带季风气候区，四季分明，年平均温度14.8摄氏度，无霜期为280天左右，年均降雨量800-1200mm，夏季降雨占全年的60%左右。全镇土地总面积18554亩，其中耕地7829亩，水面5003亩。

## 旅游景点
明清曾有著名的瓜洲十景：石桥踏月、天池夜雨、江楼阅武、漕舰乘风、东城柳岸、桃坞早莺、芦汀新雁、雪水钓艇、金山塔灯、银岭晴岚。
- 瓜洲古渡公园：沉箱亭，传为“杜十娘怒沉百宝箱”沉江处。
- 润扬森林公园：占地面积232公顷，2005年兴建，园内准备重建明代大观楼，楼高62米

## 物产
- 长江三鲜：鲥鱼、刀鱼、河豚
- 地三鲜：芦蒿、马兰头、枸杞

## 经济
宝石玉器、化纤玩具、电线电缆、衬衫鞋服、五金机械等产品声名内外。2005年入围全国千强镇。

## 有关瓜洲的古诗词
- 唐·白居易《长相思》：“汴水流，泗水流，流到瓜洲古渡头，吴山点点愁。思悠悠，恨悠悠。恨到归时方始休，月明人倚楼。”
- 唐·张祜：“潮落夜江斜月里，两三星火是瓜洲”。
- 唐·高蟾《瓜洲夜泊》：“偶为芳草无情客，况是青山有事身。一夕瓜洲渡头宿，天风吹尽广陵尘。”
- 宋·王安石《泊船瓜洲》：“京口瓜洲一水间，钟山只隔数重山。春风又绿江南岸，明月何时照我还？”
- 宋·陆游《书愤》：“早岁那知世事艰，中原北望气如山。楼船夜雪瓜洲渡，铁马秋风大散关。塞上长城空自许，镜中衰鬓已先斑。出师一表真名世，千载谁堪伯仲间！”
- 宋·张缉《月上瓜洲·南徐多景楼作》：“江头又见新秋，几多愁，塞草连天何处是神州。英雄恨，古今泪，水东流。惟有渔竿明月上瓜洲。”
- 元·萨都剌：“扬州酒力四十里，睡到瓜洲始渡江。”
- 明·郑成功：“试看天堑投鞭渡，不信中原不姓朱。”
- 明·郭第：“水断瓜洲驿，江连北固城。”
- 清·任大椿：“三更月落瓜洲渡，行尽青山见秣陵。”
- 清·吴锡麒《临江仙·夜泊瓜洲》：“月黑星移灯屡闪，依稀打过初更。清游如此太多情。豆花凉帖地，知雨咽虫声。渐逼疏蓬风淅淅，几家茅屋都扃。茨茹荷叶认零星。不知潮欲落，渔梦悄然生。”

## 名人
- 陈桢（1894年—1957年）——知名遗传学家，中国科学院院士。
- 吴志馨（1883年—1928年）——渤海舰队司令。